# Чечін Олексій В'ячеславович
Олексій В'ячеславович Чечін (рос. Алексей Вячеславович Чечин; 9 травня 1981, м. Барнаул, СРСР) — російський хокеїст, захисник. Виступає за «Зауралля» (Курган) у Вищій хокейній лізі. 
Вихованець хокейної школи «Мотор» (Барнаул). Виступав за «Мотор» (Барнаул), «Динамо-Енергія» (Єкатеринбург), «Енергія» (Кемерово), ХК «Дмитров».